# Agafamosquits de collar
L'agafamosquits de collar (Microbates collaris) és un ocell de la família dels polioptílids (Polioptilidae).

## Hàbitat i distribució
Habita el sotabosc de la selva pluvial de les terres baixes, al sud-est de Colòmbia, sud de Veneçuela, Surinam, Guaiana Francesa, nord-est del Perú i Amazònia i nord-est del Brasil.